# 'Abd al-Ilah bin 'Abd al-'Aziz Al Sa'ud
ʿAbd al-Ilāh b. ʿAbd al-ʿAzīz Āl Saʿūd, (in arabo عبد الإله بن عبد العزيز آل سعود‎?) (Riyad, 1939 – gennaio 2023), è stato un politico saudita, membro della famiglia reale Al Saʿūd.

## Biografia

### Primi anni di vita
Il principe ʿAbd al-Ilāh è nato nel 1939, da Re ʿAbd al-ʿAzīz e Ḥāya bint Saʿd al-Sudayrī, componente della potente famiglia Sudayrī, morta a Riad il 18 aprile 2003 all'età di 90 anni. Egli era fratello germano dei defunti principi Badr e ʿAbd al-Majīd.

### Carriera
Il principe ʿAbd al-Ilāh ha servito come governatore della Provincia di al-Qāsim dal marzo 1980 al marzo 1992. Poi, fu nominato governatore della Provincia di al-Jawf nel 1998, carica che mantenne fino al 2001. Ha accompagnato re Abd Allah nei viaggi diplomatici all'estero quando questi era principe ereditario.
È membro del Consiglio di Fedeltà dalla sua istituzione. L'8 ottobre 2008 è stato nominato consigliere del Re ʿAbd Allāh con rango di ministro. Egli è un imprenditore e presidente dell'Arabian Jewelry Company e della National Automobile Company.
Nel gennaio del 2015 è stato nominato consigliere di re Salman.
È morto alla fine del gennaio 2023.

### Vita personale
Il principe ʿAbd al-Ilāh è stato sposato con la principessa Salwa al-Aḥmed, medico. I suoi figli, tre maschi e due femmine sono ʿAbd al-ʿAzīz (nato nel 1965), funzionario dell'Al-Rajhi Bank, Mishāʾil, ʿAbd al-Majīd e Fahda (gemelli, nati nel 1993) e Nūra (nata nel 1995).

## Successione
Anche se il principe ʿAbd al-Ilāh è stato considerato un candidato per il trono in virtù dell'anzianità, ha avuto alcuni inconvenienti sfortunati nella sua carriera di governatore. Quando è stato rimosso dai due governatorati, vi erano dubbi circa la sua competenza.